# Barbara Rubaszewska
Barbara Urszula Rubaszewska (ur. 4 października 1951) – polska lekkoatletka, specjalizująca się w biegach średnich, medalistka mistrzostw Polski, reprezentantka Polski.

## Kariera sportowa
Była zawodniczką Pogoni Szczecin i Budowlanych Szczecin.
Na mistrzostwach Polski seniorek zdobyła jeden medal: brązowy w biegu przełajowym na 2 km w 1974. Sześciokrotnie zajmowała miejsce w pierwszej "ósemce" finału mistrzostw Polski na 800 metrów (najwyższe miejsce - 4. w 1972). 
Reprezentowała Polskę na mistrzostwach świata w biegu przełajowym w 1970 (zawody organizowane przez International Cross Country Union), zajmując ostatnie, 23. miejsce.
Rekordy życiowe:
- 400 m – 56,3 (28.07.1973)
- 800 m – 2.06,3 (18.08.1972)
- 1500 m – 4.21,4 (20.07.1974)